# Aristolochia atropurpurea
Aristolochia atropurpurea är en piprankeväxtart som beskrevs av Samuel Bonsall Parish och Joseph Dalton Hooker. Aristolochia atropurpurea ingår i släktet piprankor, och familjen piprankeväxter. Inga underarter finns listade i Catalogue of Life.